# Стренер
Стренер (рос. стренер; англ. strainer; нім. Strainer m) — фільтр, яким нафту, що її з глибини відпомповує насос, очищають від піску. Синонім — нафтовий фільтр.
Крім того, може використовуватися у інших галузях, зокрема, сантехніці. У сантехніці стренер — фільтр з нержавіючої сталі — один з видів перфорованих металевих сит ддля відфільтровування твердого сміття в системі водопостачання. Різні види пристрою використовуються в житлових приміщеннях і в промислових або комерційних цілях.